# 車站紀念章

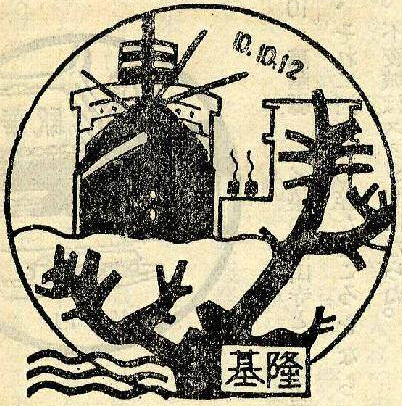
昭和12年（1937年）日治時期的基隆車站紀念章

車站紀念章是鐵道車站供旅客紀念的章戳，發祥於日本並常見於日本和台灣的車站。

## 概要
昭和6年（1931年）日本福井車站設置紀念章，自此開啓了車站紀念章的歷史。翌年，昭和7年（1932年）3月，當時為日本統治時代的台灣也於台北、高雄、彰化、屏東、蘇澳、北投等火車站推出紀念章，當年度全台已累積近三十個車站紀念章。台灣的車站紀念章的圖案和主題以自然景觀最多，其次是建築物和文化設施，再來是風景區和觀光勝地，此外，傳統工藝和特產也是紀念章的主題，昭和14年（1939年）已有圖案非常講究的紀念章出現。紀念章在經過時間的磨耗之後，車站在汰舊換新時，會設計新的圖案，因此有些車站會有數個紀念章，日治時代的台灣就已經有人專門在收集記念章。

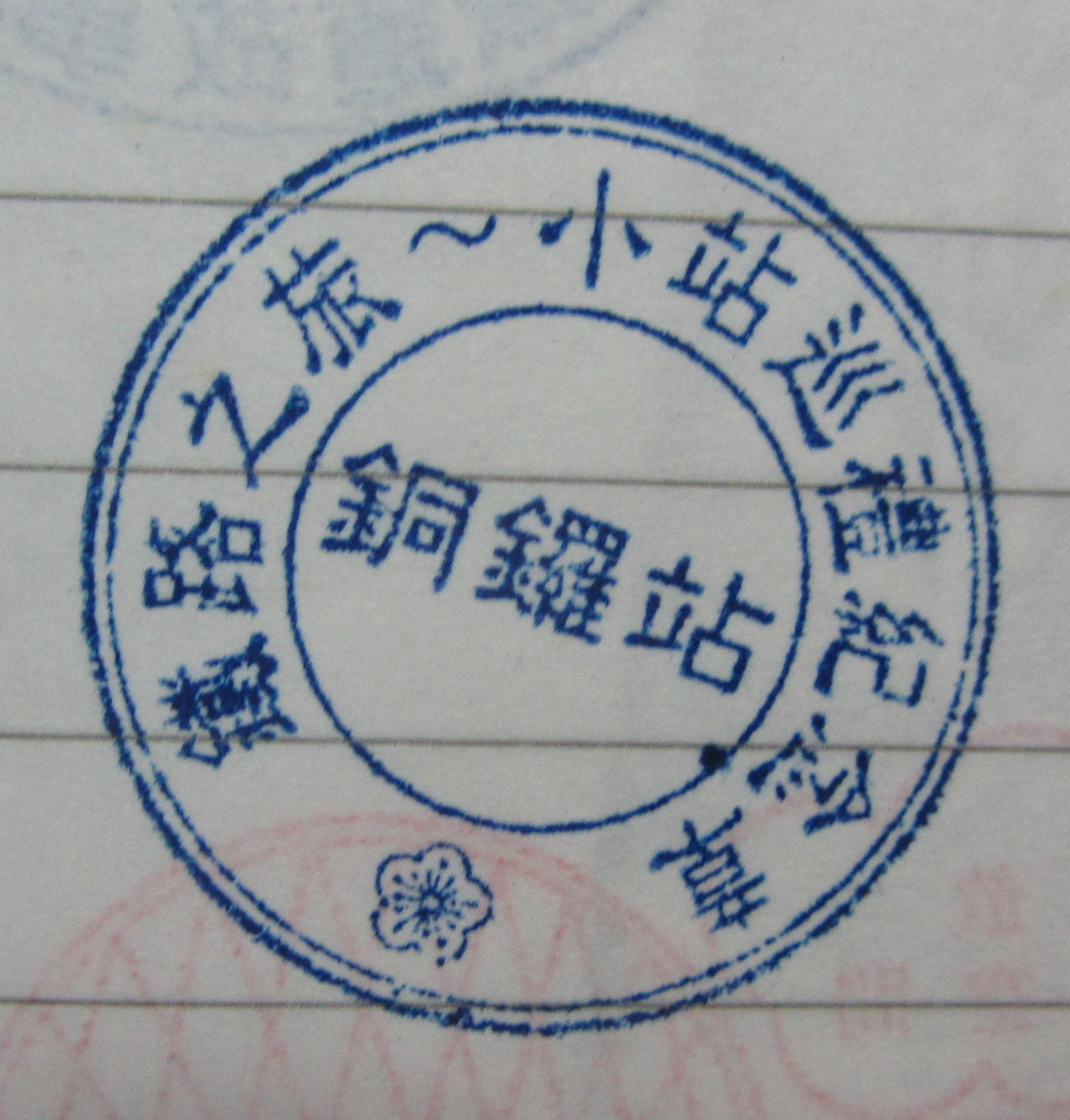
臺灣鐵路管理局銅鑼車站小站巡禮紀念章

戰後，台灣的車站紀念章曾一度被廢止，直至1990年代因為鐵道旅遊興起之後，台鐵又開始設置紀念章供遊客使用。而台鐵以外，台灣高鐵、台北捷運、高雄捷運、桃園捷運與台中捷運亦有設置車站專屬紀念章戳。
2014年，台灣交通部觀光局與日本觀光廳合作，以台日間32個同名火車站為主題推出觀光推廣與交流活動，而當時的紀念戳章也被保留下來供旅客繼續蓋印。
2015年，台鐵與日本的JR東日本、京急鐵道、西武鐵道共同舉辦「橫跨台日！鐵路紀念章拉力賽」活動。

## 關連條目
- 關東車站百選
- 道之驛
- 風景印

## 書籍
- 《台灣風景印》，片倉佳史，玉山社，2008年
- 《台湾に残る日本鉄道遺産》，片倉佳史，交通新聞社，2012年

## 外部連結
- STB 駅スタンプ[永久]
- 現役駅スタンプ情報